# Dominierte Verteilungsklasse
Eine dominierte Verteilungsklasse ist in der mathematischen Statistik eine Menge von Wahrscheinlichkeitsmaßen, die alle absolut stetig bezüglich eines Maßes sind. Statistische Modelle mit dominierten Verteilungsklassen sind einfacher zu handhaben als solche ohne, da die Existenz einer Wahrscheinlichkeitsdichte garantiert ist und damit Methoden wie die Maximum-Likelihood-Methode angewandt werden können. Außerdem existieren für dominierte Verteilungsklassen gut handhabbare Kriterien für Suffizienz und Minimalsuffizienz.

## Definition
Gegeben sei ein Messraum {\displaystyle (\Omega ,\Sigma )} sowie eine Menge {\displaystyle {\mathcal {P}}} von Wahrscheinlichkeitsmaßen auf diesem Messraum. Die Menge {\displaystyle {\mathcal {P}}} heißt dann eine dominierte Verteilungsklasse, wenn ein σ-endliches Maß {\displaystyle \mu } existiert, so dass für alle {\displaystyle P\in {\mathcal {P}}} gilt, dass
{\displaystyle P\ll \mu }
gilt. Jedes {\displaystyle P} ist also absolut stetig bezüglich {\displaystyle \mu }, das heißt für alle {\displaystyle A\in \Sigma } mit {\displaystyle \mu (A)=0} gilt auch {\displaystyle P(A)=0}. Dies wird dann auch mit {\displaystyle {\mathcal {P}}\ll \mu } notiert.

## Beispiele
- Per Definition ist die Exponentialfamilie eine dominierte Verteilungsklasse, da sie als genau die Verteilungsklasse definiert ist, die eine vorgegebene Dichte bezüglich eines Maßes hat.
- Definiert man als Verteilungsklasse {\displaystyle {\mathcal {P}}} genau diejenigen Wahrscheinlichkeitsmaße auf {\displaystyle \mathbb {R} }, die eine Wahrscheinlichkeitsdichte besitzen, so ist auch dies eine dominierte Verteilungsklasse. Dominierendes Maß ist hier das Lebesgue-Maß.
- Ist {\displaystyle C} die Cantor-Verteilung und definiert man mit obigem {\displaystyle {\mathcal {P}}} die neue Verteilungsklasse als {\displaystyle {\mathcal {P}}^{*}={\mathcal {P}}\cup C}, so ist per se nicht klar, ob {\displaystyle {\mathcal {P}}^{*}} eine dominierte Verteilungsklasse ist oder nicht. {\displaystyle {\mathcal {P}}^{*}} wird jetzt nicht mehr durch das Lebesque-Maß dominiert, da die Cantor-Verteilung keine Dichte bezüglich des Lebesgue-Maßes hat. Nicht klar ist aber, ob es ein anderes σ-endliches Maß gibt, dass {\displaystyle {\mathcal {P}}^{*}} dominiert, oder ob ein solches Maß nicht existieren kann und damit die Verteilungsklasse zu einer nicht dominierten Verteilungsklasse macht.

## Eigenschaften
- Ist {\displaystyle {\mathcal {P}}} eine dominierte Verteilungsklasse, so wird diese Klasse auch immer durch ein Wahrscheinlichkeitsmaß dominiert. Denn ist {\displaystyle \mu _{\sigma }} ein σ-endliches Maß, das die Verteilungsklasse dominiert, so lässt sich durch

{\displaystyle \mu _{W}(A):=\sum _{n=1}^{\infty }{\frac {1}{2^{n}}}{\frac {\mu _{\sigma }(A_{n}\cap A)}{\mu _{\sigma }(A_{n})}}}
ein Wahrscheinlichkeitsmaß definieren, das die Verteilungsklasse dominiert. Dabei sind die {\displaystyle A_{n}} eine Zerlegung von {\displaystyle \Omega } mit {\displaystyle 0<\mu _{\sigma }(A_{n})<\infty }, wie in der Definition des σ-endlichen Maßes gefordert wird.
- Ist {\displaystyle {\mathcal {P}}} eine dominierte Verteilungsklasse, so existiert immer ein {\displaystyle P^{*}}, so dass  {\displaystyle {\mathcal {N}}_{\mathcal {P}}={\mathcal {N}}_{P^{*}}} und {\displaystyle P^{*}} eine abzählbare Konvexkombination mit echt positiven Koeffizienten von Elementen aus {\displaystyle {\mathcal {P}}} ist. Es gilt also

{\displaystyle P^{*}=\sum _{i=1}^{\infty }\alpha _{i}P_{i}{\text{ mit }}\alpha _{i}>0{\text{ und }}\sum _{i=1}^{\infty }\alpha _{i}=1}.
Dabei bezeichnet {\displaystyle {\mathcal {N}}_{\mathcal {P}}} die Menge aller {\displaystyle {\mathcal {P}}}-Nullmengen. Dieses {\displaystyle P^{*}} spielt eine wichtige Rolle im Satz von Halmos-Savage und einigen aus ihm abgeleiteten Ergebnissen.
- Ist {\displaystyle {\mathcal {P}}} eine dominierte Verteilungsklasse und ist {\displaystyle {\mathcal {P}}^{\otimes n}} die Klasse der n-fachen Produktmaße, so ist auch {\displaystyle {\mathcal {P}}^{\otimes n}} dominiert.
- Ist {\displaystyle {\mathcal {P}}} dominiert durch {\displaystyle \mu } und ist {\displaystyle f} eine messbare Funktion und sind alle Bildmaße {\displaystyle P_{f}} unter {\displaystyle f} σ-endlich, so ist auch die Verteilungsklasse der Bildmaße {\displaystyle {\mathcal {P}}_{f}} dominiert von {\displaystyle \mu _{f}}.
- Ist {\displaystyle {\mathcal {P}}} separabel bezüglich der Totalvariationsmetrik, so ist {\displaystyle {\mathcal {P}}} dominiert.
- Ist {\displaystyle {\mathcal {P}}_{L}} die von {\displaystyle P} erzeugte Lokationsklasse, so ist {\displaystyle {\mathcal {P}}_{L}} genau dann eine dominierte Verteilungsklasse, wenn {\displaystyle P} dominiert ist.
- Ist die σ-Algebra {\displaystyle {\mathcal {A}}} des statistischen Modells separabel und die Verteilungsklasse dominiert, so ist die Verteilungsklasse separabel bezüglich der Totalvariationsmetrik.

## Verwendung
Nach dem Satz von Radon-Nikodým existieren für dominierte Verteilungsklassen immer Wahrscheinlichkeitsdichten bezüglich des dominierenden Maßes. Diese Existenzaussage ermöglicht bei stochastischen Modellen, die mit einer dominierten Verteilungsklasse ausgestattet sind, die Anwendung von Methoden, die auf Wahrscheinlichkeitsdichten beruhen. Ein Beispiel hierfür ist die Maximum-Likelihood-Methode.
Außerdem existieren bei dominierten Verteilungsklassen Kriterien, welche die Überprüfung der Suffizienz von σ-Algebren und Suffizienz von Statistiken erleichtern. Die meisten dieser Kriterien bauen auf dem Satz von Halmos-Savage unter Verwendung des oben konstruierten  Maßes {\displaystyle P^{*}} auf. Eines dieser Kriterien ist das Neyman-Kriterium, das beispielsweise die Suffizienz der Exponentialfamilie liefert.
Aus dem Satz von Halmos-Savage lässt sich auch ableiten, dass für dominierte Verteilungsklassen immer eine minimalsuffiziente σ-Algebra existiert. Sie wird von den Dichten der {\displaystyle P} bezüglich {\displaystyle P^{*}} erzeugt.